# Borough de Denali
Pour les articles homonymes, voir Denali (homonymie).
Le borough de Denali (Denali Borough en anglais) est un borough de l'État d'Alaska aux États-Unis.

## Villes et localités
- Anderson
- Cantwell
- Clear
- Ferry
- Healy
- McKinley Park

## Démographie
| 2000  | 2010  | - | - | - | - |
| ----- | ----- | - | - | - | - |
| 1 893 | 1 826 | - | - | - | - |

## Sites et bâtiments

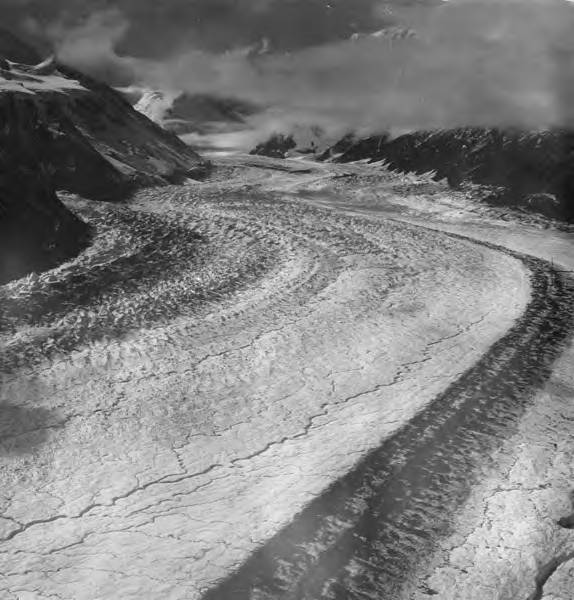
Le glacier Traleika.

- Le Denali, officiellement mont McKinley, plus haute montagne d'Amérique du Nord (6 190 m), se trouve dans le borough.
- District historique de Mount McKinley National Park Road
- Little Annie Mine and Camp Site
- Pearson Cabin (ou Toklat Ranger Station No. 4)
- Peter Nelson Cabin Site
- Sanctuary River Cabin No. 31
- Teklanika Archeological District.
- Upper East Fork Cabin No. 29
- Upper Toklat River Cabin No. 24
- Lower East Fork Ranger Cabin No. 9